# Магутны Божа
«Ма́гутны Бо́жа» (рус. Могучий Боже), авторское название — «Малітва» (рус. Молитва) — стихотворение, написанное в 1943 году Натальей Арсеньевой. В 1947 году композитор Николай Равенский переложил его на музыку и написал религиозный гимн для послевоенной белорусской эмиграции. В 1993 году специально созданная комиссия Верховного Совета предлагала утвердить данное стихотворение в качестве официального государственного гимна Белоруссии.
От первой строки этого произведения произошло название Международного фестиваля духовной музыки «Магутны Божа», который с 1993 года проводится в городе Могилёве и в 2019 году состоялся в 23-й раз. Главным центром конкурсной программы является костёл Успения Пресвятой Девы Марии.
В 2003 году, когда отмечалось 100-летие со дня рождения Натальи Арсеньевой, на территории музея-усадьбы изобразительного искусства г. Старые Дороги Минской области был установлен памятник поэтессе и гимну «Магутны Божа». Горельеф работы скульптора Анатолия Кривенко, закреплённый на гранитном валуне, несёт её портрет и текст «Молитвы за Беларусь».

## Текст
Магутны Божа! Уладар сусветаў,

Вялікіх сонцаў і сэрц малых!

Над Беларусяй, ціхай і ветлай,

Рассып праменні свае хвалы.

Дай спор у працы штодзённай, шэрай,

На лусту хлеба, на родны край,

Павагу, сілу і веліч веры,

У нашу праўду, у прышласць — дай!

Дай урадлівасць жытнёвым нівам,

Учынкам нашым пашлі ўмалот!

Зрабі магутнай, зрабі шчаслівай

Краіну нашу і наш народ!